# اندونی سدرون
اندونی سدرون (انگلیسی: Andoni Cedrún؛ زادهٔ ۵ ژوئن ۱۹۶۰) بازیکن فوتبال اهل اسپانیا است.
از باشگاه‌هایی که در آن بازی کرده‌است می‌توان به باشگاه فوتبال رئال ساراگوسا، باشگاه فوتبال اتلتیک بیلبائو، باشگاه فوتبال کادیس، و باشگاه فوتبال اتلتیک بیلبائو بی اشاره کرد.
وی همچنین در تیم‌های ملی فوتبال زیر ۲۰ سال اسپانیا، زیر ۲۱ سال اسپانیا، و باسک بازی کرده‌است.